# Departamento Tunuyán
Das Departamento Tunuyán liegt im Westen der Provinz Mendoza im Westen Argentiniens und ist eine von 18 Verwaltungseinheiten der Provinz. 
Es grenzt im Norden an das Departamento Tupungato, im Osten und Süden an das Departamento San Carlos und im Westen an Chile. 
Die Hauptstadt des Departamento Tunuyán ist das gleichnamige Tunuyán. Sie liegt 1.175 km von Buenos Aires entfernt.

## Bevölkerung
Nach Schätzungen des INDEC stieg die Einwohnerzahl von 42.125 Einwohnern (2001) auf 44.048 Einwohner im Jahre 2005.

## Distrikte
Das Departamento Tunuyán ist in folgende Distrikte aufgeteilt:
- Campo de los Andes
- Colonia Las Rosas
- El Algarrobo
- El Totoral
- La Primavera
- Las Pintadas
- Los Árboles
- Los Chacales
- Los Sauces
- Tunuyán
- Villa Seca
- Vista Flores